# Acianthera cordatifolia
Acianthera cordatifolia är en orkidéart som först beskrevs av Donald Dungan Dod, och fick sitt nu gällande namn av Alec M. Pridgeon och Mark W. Chase. Acianthera cordatifolia ingår i släktet Acianthera och familjen orkidéer. Inga underarter finns listade i Catalogue of Life.